# ハンキー・ドリー
『ハンキー・ドリー』（原題：Hunky Dory）は、イギリスのロックミュージシャンであるデヴィッド・ボウイの4枚目のアルバム。
1971年12月17日にRCAレコードよりリリースされた。また、1990年にEMI（米国ではRYKO）よりCD化され再発売されており、その際にボーナストラックとして未発表テイクが4曲追加されている。
『ローリング・ストーン』誌が選んだ「歴代最高のアルバム500選」において88位に選ばれている。

## 解説
アルバム「ジギー・スターダスト」と同時進行で制作されたアルバム。「ハンキー・ドリー」とは「ごきげん!」や「うまくいった!」という意味のスラングで、語源を日本語とする説がある。これはボブ・グレイスによると、彼が休暇をとってサリー州に行ったときに話した、イーシャーで『ザ・ベア』というパブを経営しているピーター・シュートという男の口癖から来ている。
注目すべきは1曲目の「チェンジス」で、この曲では自らの変容を予告するような歌詞になっている。また、息子の誕生への喜びを表した2曲目「ユー・プリティ・シングス」、フランク・シナトラの大ヒット曲「マイ・ウェイ」と全く同じコード進行で、マスメディアへの皮肉を歌った4曲目「火星の生活」など軽快な曲群の中にも、自らの無力さを綴った6曲目「流砂」や、精神病院に入れられてしまった実の兄を思う11曲目「ザ・ビューレイ・ブラザース」など、狂気を感じさせる陰鬱な曲も収録されている。
英音楽誌NMEは、本作から「チェンジス」（3位）、「火星の生活」（7位）、「ユー・プリティー・シングス」（10位）、「クイーン・ビッチ」（23位）、「クークス」（25位）、「アンディ・ウォーホル」（35位）、「流砂」（37位）の7曲を「NMEが選ぶデヴィッド・ボウイの究極の名曲1〜40位」に選んでいる。
2022年12月7日に本作のリリースへと繋がる1971年のボウイの姿を、ホーム・デモやスタジオ・ライヴ音源といった貴重な未発表音源とともにまとめあげた、4CD+BLU-RAYオーディオからなる豪華5枚組ボックス・セット『ディヴァイン・シンメトリー』が発売された。

## 収録曲
| #  | タイトル                                              | 作詞・作曲 | 時間 |
| -- | ----------------------------------------------------- | ---------- | ---- |
| 1. | 「チェンジズ」(Changes)                               |            | 3:33 |
| 2. | 「ユー・プリティー・シングス」(Oh! You Pretty Things) |            | 3:11 |
| 3. | 「8行詩」(Eight Line Poem)                            |            | 2:53 |
| 4. | 「火星の生活」(Life On Mars?)                         |            | 3:48 |
| 5. | 「クークス」(Kooks)                                   |            | 2:49 |
| 6. | 「流砂」(Quicksand)                                   |            | 5:03 |

| #   | タイトル                                            | 作詞・作曲                       | 時間 |
| --- | --------------------------------------------------- | -------------------------------- | ---- |
| 7.  | 「フィル・ユア・ハート」(Fill Your Heart)           | ビフ・ローズ、ポールウィリアムス | 3:10 |
| 8.  | 「アンディ・ウォーホル」(Andy Warhol)               |                                  | 3:52 |
| 9.  | 「ボブ・ディランに捧げる歌」(Song For Bob Dylan)    |                                  | 4:12 |
| 10. | 「クイーン・ビッチ」(Queen Bitch)                   |                                  | 3:13 |
| 11. | 「ザ・ビューレイ・ブラザース」(The Bewlay Brothers) |                                  | 5:21 |

| #   | タイトル                                                            | 作詞 | 作曲・編曲 | 時間 |
| --- | ------------------------------------------------------------------- | ---- | ---------- | ---- |
| 12. | 「ボマーズ」(Bombers (Previously Unreleased))                       |      |            | 2:38 |
| 13. | 「スーパーメン」(The Supermen (Alternate Version))                  |      |            | 2:41 |
| 14. | 「流砂」(Quicksand (Demo Version))                                  |      |            | 3:13 |
| 15. | 「ザ・ビューレイ・ブラザース」(The Bewlay Brothers (Alternate Mix)) |      |            | 5:21 |

## 参加ミュージシャン
- デヴィッド・ボウイ - ボーカル、ギター、サクソフォーン、ピアノ
- ミック・ロンソン - ギター
- トレバー・ボルダー - ベース、トランペット
- ミック・ウッドマンジー - ドラムス
- リック・ウェイクマン - ピアノ